# Dans les griffes du gang
Pour plus de détails, voir Fiche technique et Distribution.
Dans les griffes du gang (The True Story of Lynn Stuart) est un film américain réalisé par Lewis Seiler, sorti  en 1958.

## Fiche technique
- Titre : Dans les griffes du gang
- Titre original : The True Story of Lynn Stuart
- Réalisateur : Lewis Seiler
- Scénario : John Kneubuhl d'après les articles de presse de Pat Michaels
- Photographie : Burnett Guffey
- Montage : Saul A. Goodkind
- Production : Bryan Foy
- Société de production : Columbia Pictures
- Société de distribution : Columbia Films (France / États-Unis)
- Pays de production :  États-Unis
- Genre : Policier, drame et film noir
- Durée : 78 minutes
- Dates de sortie : 
  - États-Unis : 3 mars 1958
  - France : 24 septembre 1958

## Distribution
- Betsy Palmer : Phyllis Carter, qui, sous le nom de Lynn Stuart, infiltre une dangereuse bande de trafiquants de drogue
- Jack Lord : Willie Down
- Barry Atwater : le lieutenant de police Jim Hagan
- Kim Spalding : Ralph Carter
- Casey Walters : Eddie Dine
- Claudia Bryar : Nora Efron